# 四川长江职业学院
四川長江職業學院是一所座落於中國四川省成都市的全日制專科層次普通高等院校。

## 学校简介
四川长江职业学院是具有港资背景的教育部备案的具有独立颁发学历文凭资格的全日制普通高等院校，学院下设电子信息系、建筑工程与机电系、经济管理系、社会管理与外国语系和艺术设计系，共开设33个专业。